# اکسل کلر
اکسل کلر (انگلیسی: Axel Keller؛ زادهٔ ۲۵ مارس ۱۹۷۷) بازیکن فوتبال اهل آلمان است.
از باشگاه‌هایی که در آن بازی کرده‌است می‌توان به باشگاه فوتبال کارل زایس ینا، باشگاه فوتبال دینامو درسدن، باشگاه فوتبال ارتسگبیرگ آئو، و باشگاه فوتبال هانزا روستوک اشاره کرد.